# Církev husitská
Církev husitská je nová česká církev, navazující na činnost teplického Občanského sdružení Mistra Jana Husa, vedeného dvěma bývalými pracovníky náboženské obce CČSH v Teplicích. O její registrací požádal přípravný výbor v červenci 2010, obnovená žádost je dosud u ministerstva v řízení. Roku 2006 byl projekt téže skupiny osob prezentován pod názvem Česká a moravská církev husitská. Hlásí se k náboženskému liberalismu, českému liberálnímu vlastenectví a sociální spravedlnosti. Bohoslužby probíhají v modlitebně Občanského sdružení Mistra Jana Husa v Teplicích (Baarova 1261/2). Občanské sdružení Mistra Jana Husa sídlí na adrese Jiřího Wolkera 1340/14 v Teplicích.

## Kořeny a zaměření
Před skupinou osob, která oznamovala svým Pastýřským listem vznik nové církve s názvem Česká a moravská církev husitská, varoval již v roce 2006 tehdejší biskup pražské diecéze CČSH Karel Bican. Z těchto osob mu byli známí pouze Petr Klíma a Pavel Svoboda. Petr Klíma mu byl znám jako bývalý pastorační asistent náboženské obce CČSH v Teplicích, Pavel Svoboda jako bývalý finanční zpravodaj téže náboženské obce. Petr Klíma podle Bicana předložil falešné středoškolské vysvědčení a vydával se například za doktora psychologie, ačkoliv prý neměl ani ucelené základní vzdělání. Po odhalení podvodů s ním církev ukončila služební poměr, na protest proti tomu následně rezignoval na své poslání v náboženské obci i Pavel Svoboda. Petr Klíma navíc prý měl vůči CČSH nevyrovnané finanční závazky, protože údajně zpronevěřil zapůjčené zařízení. Podle Bicana takovýmto lidem prioritně nejde o skutečnou názorovou pravdu, ale jen o uspokojení vlastních mocenských tužeb, které hraničí s psychiatrickou diagnózou. V reakci na tento případ zavedla pražská diecéze CČSH psychologická vyšetření adeptů na funkce v církvi.
Přípravný výbor Církve husitské prezentuje svou činnost na webu Občanského sdružení Mistra Jana Husa, které sídlí v Teplicích a vzniklo 17. 4. 2007. Předsedou občanského sdružení je Pavel Svoboda a místopředsedou Petr Klíma. Jako jeden z členů přípravného výboru církve je zmiňován Miroslav Doubravský. Přípravný výbor se ve svém prohlášení odvolává na Mistra Jana Husa a husitství, T. G. Masaryka i Karla Farského, Pravdu, sociálně spravedlivou společnost a na češství v kontrastu k Evropské unii. Jako tradiční hosty svých bohoslužeb uvádí sdružení senátora Jaroslava Doubravu, generálního ředitele Českého porcelánu Ing. Feixe, předsedu Suverenity Petra Hanniga, bývalého senátora Jaroslava Musiala nebo člena krajského předsednictva Klubu českého pohraničí Karla Andráše. Na slavnostní bohoslužbě 28. října 2011 účastníkům požehnal pravoslavný kněz Evžen Freimann, zakladatel a představený takzvaného Rytířského řádu svatého Konstantina a Heleny.
Občanské sdružení, na jehož webu je nová církev prezentována, se vymezuje vůči všem hlavním církevním směrům, jmenovitě katolicismu a evangelicismu, které podle ní uzavřely tichou dohodu ve snaze zapomenout na českého nacionalistu Husa. CČSH podle něj prochází hlubokou krizí, protože třetina duchovních inklinuje ke katolicismu a další třetina k tradicionalismu vnucenému komunisty, což způsobuje rapidní úbytek členské základny. Původní zaměření husitské církve bylo podle OS MJH liberální, zatímco dnes jsou liberální a inteligentní duchovní z CČCH odstraňováni a vítězí a k nemalému majetku církve se dostávají kariéristé s ostrými lokty, kteří se projevují spíše skandály než moudrými myšlenkami. Sdružení se hlásí k vlastenectví, k liberalismu a především k pravdě, která spojuje člověka s Bohem a stojí vysoko nad církví i nad Biblí. České vlastenectví opírá o husitské dědictví, že český národ započal epochu svobodného a pravdivého názoru na svět, který vyjadřuje například věda, umění a nezávislé formy duchovnosti. Odklon Čechů od církví oceňuje jako projev vzdělanosti a chytrosti, neochoty vrátit se do duchovního vězení. Staví se odmítavě k financování církví státem a v negativním kontextu zmiňuje též církevní restituce.
Náboženský liberalismus podle nich hledá „Pravdu, která nás učiní svobodnými“.  Definují jej tím, že lidé pro svoji víru a náboženský život nepotřebují totalitní církve, ale že člověk je sám schopen si utvořit svůj názor. Typicky liberalismus podle nich odmítá dogmatické křesťanství i existenci Ďábla, který byl jen prostředkem zastrašování, stejně jako strach z okolního světa. Nadějí je podle liberalismu věda, která odhaluje rovnocennost ženy, přirozenost homosexuality i rozdílnost učení pozdější církve od skutečného historického Ježíše. Liberálové hledají pravdu a moudrost spíše v zakázané literatuře, kacířských a heretických knihách a apokryfních evangeliích než v cenzurované Bibli. Radují se z toho, když Evropané díky globalizaci čerpají i z jiných ušlechtilých náboženství. Své stránky sdružení prezentuje jako fórum pro tříbení myšlenek, aby obstály v boji proti tisíciletým zamlžovacím metodám, a vyjadřuje respekt prostým a obětavým věřícím všech církví, protože i mnozí z nich jsou skrytí liberálové.

## Řízení o registraci
Přípravný výbor církve požádal 28. července 2010 o registraci Církve husitské jako církve a náboženské společnosti u ministerstva kultury ČR a v listopadu 2011 ji ministerstvo dosud uvádělo mezi podanými žádostmi o registraci, o nichž ještě nebylo pravomocně rozhodnuto.
List oznamující zakládání Církve husitské byl přečten na slavnostní bohoslužbě Občanského sdružení Mistra Jana Husa 28. října 2010.
Ministerstvo kultury, jak nepřímo vyplývá z prohlášení CČSH, požádalo v rámci projednávání o vyjádření Církev československou husitskou. Biskupská rada CČSH i Ústřední rada CČSH žádost v lednu 2011 podrobně projednaly a přijaly stanoviska, že název „Církev  husitská“ je mezi členy Církve československé husitské zvykově užíván i v oficiálních vyjádřeních a dokumentech vlastní církve, a z tohoto i dalších důvodů CČSH považuje registraci tohoto nového seskupení pod požadovaným názvem za nepřípustnou. Zároveň Ústřední rada CČSH uložila  právní  kanceláři Oswald, aby připravila právní ochranu symbolů, liturgie i věrouky CČSH včetně  oficiálních i neoficiálních názvů.
Idnes.cz v prosinci 2011 napsal, že představitelé církve svůj návrh ani po několikerém upozornění nedoplnili, proto ministr kultury Jiří Besser řízení na konci října 2011 zastavil a na začátku listopadu 2011 církev podala nový návrh na registraci, v němž má údajně opět nedostatky.